# Čerkiškės apylinkės
Čerkiškės apylinkės este o arie protejată (sit de importanță comunitară — SCI) din Lituania întinsă pe o suprafață de 599,77 ha, integral pe uscat.

## Localizare
Centrul sitului Čerkiškės apylinkės este situat la coordonatele 54°58′22″N 25°00′49″E / 54.9728°N 25.0137°E.

## Înființare
Situl Čerkiškės apylinkės a fost declarat sit de importanță comunitară în noiembrie 2022 pentru a proteja un număr necunoscut de specii din flora spontană și fauna sălbatică aflate în arealul zonei.

## Biodiversitate
Situată în ecoregiunea boreală, aria protejată conține 3 habitate naturale: Taiga vestică, Păduri caducifoliate bătrâne naturale hemiboreale fino-scandinave (Quercus, Tilia, Acer, Fraxinus sau Ulmus) bogate în specii epifite, Păduri caducifoliate de mlaștină fino-scandinave.
La baza desemnării sitului se află un număr nedeclarat de specii protejate.